# Challenger de Roanne
El Open International de Tennis de Roanne es un torneo profesional de tenis. Pertenece al ATP Challenger Tour. Se juega desde el año 2021 sobre pistas de dura, en Roanne, Francia.

## Palmarés

### Individuales
| Año  | Campeón        | Finalista        | Resultado        |
| ---- | -------------- | ---------------- | ---------------- |
| 2021 | Hugo Grenier   | Hiroki Moriya    | 6–2, 6–3         |
| 2022 | Hugo Gaston    | Henri Laaksonen  | 6–7(6), 7–5, 6–1 |
| 2023 | No Celebrado   | No Celebrado     | No Celebrado     |
| 2024 | Benjamin Bonzi | Matteo Martineau | 7–5, 6–1         |

### Dobles
| Año  | Campeones                        | Finalistas                     | Resultado               |
| ---- | -------------------------------- | ------------------------------ | ----------------------- |
| 2021 | Lloyd Glasspool Harri Heliövaara | Romain Arneodo Albano Olivetti | 7–6(5), 6–7(5), [12–10] |
| 2022 | Sadio Doumbia Fabien Reboul      | Dustin Brown Szymon Walków     | 7–6(5), 6–4             |
| 2023 | No Celebrado                     | No Celebrado                   | No Celebrado            |
| 2024 | Nicolás Barrientos David Pel     | Jakub Paul Matěj Vocel         | 4–6, 6–3, [10–6]        |